# Tyler Hannay
Pour les articles homonymes, voir Hannay.
Tyler Hannay, né le 3 septembre 2003 sur l'île de Man, est un coureur cycliste britannique.

## Biographie
Tyler Hannay commence à s'intéresser au vélo durant son adolescence en pratiquant le BMX,. Il finit par se tourner vers le cyclisme sur route. Bon grimpeur, il se distingue lors de la saison 2021 en remportant le Tour du Pays de Galles juniors. Il montre aussi ses qualités de rouleur en finissant quatrième du Chrono des Nations juniors et du championnat de Grande-Bretagne du contre-ka-montre juniors.
En 2022, il part en France et rejoint le CC Étupes, un club cycliste réputé dans l'Hexagone. Pour ses débuts espoirs, il décroche deux tops dix dans des courses réservées aux amateurs. Il représente par ailleurs l'Île de Man aux Jeux du Commonwealth, où il est aligné sur le contre-la-montre. Plus jeune participant au départ, il parvient à prendre la seizième place.
En janvier 2023, il change de nouveau de destination en intégrant un club italien. Il est ensuite recruté par l'équipe continentale Saint Piran au mois de juillet. Avec cette formation, il s'impose à deux reprises dans des compétitions nationales anglaises en 2024. Il gagne également une étape du Tour du lac Poyang,. C'est sa première victoire acquise sur une épreuve inscrite au calendrier de l'UCI.

## Palmarès
- 2021
  - 1re étape du Junior Tour of Mendips (contre-la-montre)
  - Tour du Pays de Galles juniors
- 2024
  - Clayton Spring Classic
  - Capernwray Road Race
  - 6e étape du Tour du lac Poyang
- 2025
  - 3e du Jock Wadley Memorial